# Ludwig Lohner

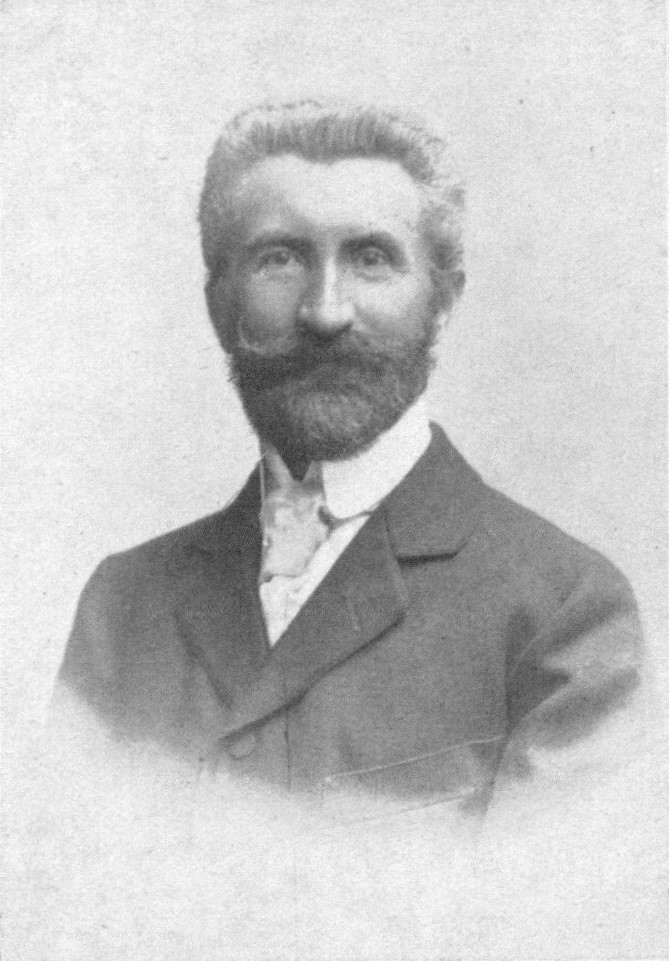
Ludwig Lohner (ca. 1910)

Ludwig Lohner (* 15. Juli 1858 in Liesing; † 14. Juli 1925 in Wien) war ein österreichischer Industrieller und Pionier in der Fahrzeug- und Flugzeugtechnik.

## Leben und Wirken
Ludwig Lohner studierte Maschinenbau an der Technischen Hochschule Wien in den Jahren 1875 bis 1880. 1887 zog sich sein Vater Jakob aus seiner Firma (Jacob Lohner & Comp.) zurück und Ludwig übernahm die Leitung des väterlichen Unternehmens. Als sein Vater im Jahr 1892 starb, erbte er die größte Pferdewagenfabrik Österreich-Ungarns, die einen großen Teil ihrer Produktion bis nach Übersee exportierte.
Im Jahr 1897 begann er mit dem Automobilbau, wo er schon damals eine große Zukunft sah. Da der Benzinmotor nicht ganz den Anforderungen entsprach, war auch die Entwicklung des ganzen Fahrzeuges eher ein Misserfolg. Aus diesem Grund wendete er sich dem Bau von Elektrofahrzeugen zu, denen er eine noch größere Chance am Markt zumaß.
Mit Ferdinand Porsche entwickelte er 1899 den Lohner-Porsche mit einem Radnabenmotor, es war ein großer Erfolg auf der Weltausstellung 1900 in Paris. Im Folgejahr entwickelte Lohner gemeinsam mit Porsche weitere Fahrzeuge mit gemischtem Benzin-Elektroantrieb.
Im Jahr 1906 verkaufte Lohner seine Patente an die Oesterreichische Daimler-Motoren-Gesellschaft, die ihren Sitz in Wiener Neustadt hatte. Porsche wechselte gleichzeitig zu Daimler und wurde deren Direktor. Von Daimler wurden zahlreiche Fahrzeuge mit diesem Antrieb gebaut. Bekannt wurden davon vor allem Feuerwehrfahrzeuge, wie sie auch bei der Berufsfeuerwehr Wien eingesetzt wurden.
Lohner selbst widmete sich mehr dem Karosseriebau, baute aber auch komplette Fahrzeuge. So wurde von ihm der O-Bus entwickelt (Bauart Lohner-Stoll).

Lohner Pfeilflieger mit Hoheitszeichen - Spanische Luftwaffe

1909 wechselte er zum Flugzeugbau und baute mit seinem Floridsdorfer Betriebsleiter Karl Paulal einen Doppeldecker als erstes Motorflugzeug, das mit einem 40-PS Anzani-Motor ausgestattet wurde. Da er auf dem Gebiet erfolgreich war, bestellte die k.u.k. Heeresleitung bei ihm 36 Flugzeuge des Typs Etrich Taube. In der Folge baute er einen Doppeldecker, den Lohner Pfeilflieger, der sowohl als Land- als auch als Wasserflugzeug eingesetzt werden konnte. Die Motoren hatten bis zu 350 PS.
Zu Beginn des Ersten Weltkrieges wurde das Werk in Floridsdorf wesentlich erweitert. Im Jahr 1916 wurde das 30.000 Fahrzeug sowie das 500. Flugzeug gefertigt. Bis zum Ende des Krieges kamen noch 185 dazu.
Im Jahr 1917 wurde das Unternehmen in eine GesmbH umgewandelt. Nach Kriegsende wurde die Produktion auf Karosserien umgestellt und auch mit dem Bau von Waggons begonnen.
Neben seiner Tätigkeit als Unternehmer war Lohner in zahlreichen öffentlichen Ämtern tätig. So hatte er einen Sitz als liberaler Gemeinderat in Wien inne. Auch gehörte er zu den Gründern des österreichischen Industriellenverbandes, des ÖAMTC und des Österreichischen Aero Clubs.
Einen Tag vor seinem 67. Geburtstag starb Lohner. Er wurde im Familiengrab auf dem Pötzleinsdorfer Friedhof (Gruppe D, Nummer 20) bestattet.

## Würdigung
In Wien-Floridsdorf wurde im Jahr 1970 die Lohnergasse nach ihm benannt.
2012 wurde in Dortmund, Ortsteil Wambel die zunächst mit dem Arbeitstitel Automeile bezeichnete nördliche Auf-/Abfahrt „Hauptfriedhof“ der B1 / A40 in Ludwig-Lohner-Str.  benannt. Auf den ehemaligen Sportplätzen der britischen Rheinarmee, die nach deren Abzug Jahrzehntelang brach lagen, wurden zwei Autohäuser (Audizentrum Dortmund und Toyota) angesiedelt.